# Grupo dos Novos
O Grupo dos Novos e o Grupo dos Novíssimos, é um movimento artístico realizado por um grupo de escritores/jornalistas no estado brasileiro do Pará, que fizeram parte da renovação do  movimento modernista brasileiro nas áreas da literatura, artes plásticas e, humanidades, nas décadas de 1920 e 1950,
O Grupo dos Novos era formado por: Ruy Barata, Paulo Plínio Abreu, Cléo Bernardo, Cecil Meira, Mário Couto. Ja o Grupo dos Novíssimos era formado por: Alonso Rocha (1926—2010), Max Martins (1926—2009), Haroldo Maranhão (1927—2004), Jurandyr Bezerra (1928—2013) e Benedito Nunes (1929—2011).

## História
Após a Segunda Guerra Mundial (1939—1945), em Belém alguns jovens poetas descontentes com a política e com o mundo (remediada) como Cauby Cruz juntaram-se à geração do romancista brasileiro Dalcídio Jurandir (1909—1979). Então com este movimento pós-guerra, a arte modernista no Pará é levantada novamente, uma renovação literária com a atuação de alguns grupos: o Grupo dos Novos, da Revista Terra Imatura, poetas politizados que publicam e debatem poemas e política, e; o Grupo dos Novíssimos, do jornal Folha do Norte; formado por Cauby Cruz; Alonso Rocha (1926—2010); Max Martins(1926—2009); Haroldo Maranhão (1927—2004); Jurandir Bezerra (1928—2013), e; Benedito Nunes (1929—2011). Os Novíssimos publicaram no período de 1946 a 1951 na seção Suplemento Literário Arte-Literatura do jornal dirigido por um dos integrantes o escritor e jornalista Haroldo Maranhão. Somado a este grupo também participaram: Mário Faustino; Floriano Jaime; Jurandyr Bezerra, e; Maurício Rodrigues. Considerados os intelectuais do estado do Pará que fizeram parte do movimento modernista nas áreas da literatura, artes plásticas e, humanidades.
Ja em 1947, alguns membros desses grupos fizeram uma grande campanha no jornal, contra todos os escritores que ainda não tinham aderido a arte modernista; Na maioria são poetas parnasianos, que são juristas, professores de português, e “imortais” da Academia Paraense de Letras (APL), que publicavam anos antes na revista Belém Nova.
Ainda na década de 1940, surgiu em Belém dois periódicos locais, um dirigido pelo Os Novos e outro pelo Os Novíssimos: a "revista Encontro" e a "revista Norte", que buscavam a liberdade artística e a liberdade das tendências dos colaboradores (autores locais e estrangeiros). Divulgou críticas e textos literários inéditos, como poemas, novelas e, contos. Eram os intelectuais paraenses "do momento" autodenominada “Geração de espírito”, formado pela união da nova geração com uma turma madura, mas muito perceptiva, nesta fase fortíssima de renovação literária e valorização do intelectual no Brasil em temas universais.
O Suplemento Literário de janeiro de 1948 divulgou na seção “Vida Literária” o lançamento da Revista Encontro:

O Pará vai agora tornar mais efetiva a sua contribuição a esse movimento, através de uma revista literária - “Encontro” - que vai liderar uma série de importantes iniciativas, visando sempre revelar o que presentemente se realiza, em nosso Estado, pelo exercício da literatura honesta. “Encontro” circulará sob a direção de Mário Faustino e Haroldo Maranhão, reunindo os “novíssimos” e os “novos” do Pará, como Cauby Cruz, Benedito Nunes, João Mendes, Jurandyr Bezerra, Max Martins, Alonso Rocha, Ruy Guilherme Barata, Paulo Plínio Abreu, Ruy Coutinho, Cléo Bernardo, F. Paulo Mendes, R. de Sousa Moura, Mário Couto, Cecil Meira, Machado Coelho, Sultana Levy e outros amadurecido na técnica do verso e na “filtragem das experiências variadas” do ser humano, que marcaria a poesia de Ruy.— Por Machado Coelho

## Biografias
Cauby Ernesto de Sousa Cruz, nasceu na cidade paraense de Belém no ano de 1926, sendo filho do historiador Ernesto Cruz. Já adulto foi funcionário público e formou-se em direito na Universidade Federal do Pará (UFPa), mas seguiu o caminho do jornalismo e da literatura. Este fez parte do Grupo dos Novíssimos, junto de Alonso Rocha (1926—2010), Max Martins (1926—2009), Haroldo Maranhão (1927—2004), Jurandyr Bezerra (1928—2013) e Benedito Nunes (1929—2011). Em 1952, participou do concurso literário anual “Vespasiano Ramos” da Academia Paraense de Letras com o livro Palavra Esquecida, onde foi consagrado com a menção honrosa. Em 1955 lançou o livro Os elementos do verbo – poesia pela Editora Livros de Portugal. Em 1966 este faleceu na cidade de Belém.

Em 1950, o poeta Rui Barata (1920—1990) publicou uma antologia sobre “Dez Poetas Paraenses” no suplemento literário do jornal Folha do Norte, com uma mini-biografia de cada um contendo alguns poemas selecionados. Os dez poetas foram: Alonso Rocha, Benedito Nunes, Cauby Cruz, Rui Barata, Floriano Jayme, Haroldo Maranhão, Mário Faustino, Maurício Rodrigues, Max Martins e Paulo Plínio Abreu. Em 2015, Cauby Cruz foi homenageado pelo poeta Ney Ferraz Paiva no ensaio Para um Retrato de Cauby Cruz – Verbo, Aparelho de Fotografia (baseado no livro Os Elementos do Verbo), no qual debate a influência deste escritor na poesia feita na capital paraense na década de 1950.